# Pishishi
Pishishi är en ort i Mexiko.   Den ligger i kommunen Santo Domingo Tehuantepec och delstaten Oaxaca, i den sydöstra delen av landet, 500 km sydost om huvudstaden Mexico City. Pishishi ligger 18 meter över havet och antalet invånare är 484.
Terrängen runt Pishishi är platt åt nordost, men åt sydväst är den kuperad.  Närmaste större samhälle är Salina Cruz, 7,3 km söder om Pishishi. 